# Kamilla og tyven – del 2
Kamilla og tyven – del 2 är en norsk drama- och familjefilm från 1989 regisserad av Grete Salomonsen. Den är en uppföljare till Kamilla og tyven och är som den baserad på Kari Vinjes barnböcker.
Filmmusiken skrevs av Ragnar Bjerkreim och sjöngs av Morten Harket, som också gör en liten gästroll.

## Handling
Kamilla og tyven II fortsätter där den första filmen sluttar. Sebastian hamnar i fängelse, men Kamilla sviker inte sin vännen, trots att hon nekas kontakt med honom och mobbas för att hon är "vän med en tjuv". Kamilla är den enda som tror på Sebastian när han säger att han inte vill stjäla mer.

## Rollista
- Veronika Flåt – Kamilla Pytten
- Agnete G. Haaland – Sofie Pytten
- Dennis Storhøi – Sebastian Kåk
- Bentein Baardson – lanthandlaren
- Turid Balke – kocken
- Maria Del Mar Del Castillo – Petra Sørgarden
- Jack Fjeldstad – herr Ording
- Kjetil Harket – Christoffers bror
- Morten Harket – Christoffer
- Hannah Jørgensen – Pauline
- Marianne Krogh – tvättkvinna
- Kaare Kroppan – Joakim Jensen
- Normann Liene – herr Sørgarden
- Trine Liene – fru Sørgarden
- Silje Trones Lønseth – Maren Sørgården
- Ole Moe – farfar Rognlia
- Ole-Jørgen Nilsen – Thygesen
- Helge Nygård – Stor Peder
- Ellef Mo Sagvollen – Rasmus
- Anne Ma Usterud – Stor Peders mor
- Knut Østrådal – länsman
- Gwynn Øverland – skolfröken

## Mottagande
Filmen blev förhållandevis bra mottagen av kritiker. Bland annat så gav Dagbladet och VG film fyra av fem i betyg, medan Aftenposten gav den tre.

## Utgivning
2011 restaurerades filmen och utgavs på DVD.